# Ralf Eggert (Politiker)
Ralf Eggert (* 8. Februar 1970 in Schwäbisch Gmünd) ist ein parteiloser deutscher Kommunalpolitiker. Von 2011 bis 2019 war er Oberbürgermeister von Calw.
2002 wurde Eggert Bürgermeister von Gaildorf. Acht Jahre später wurde er für eine zweite Amtszeit als Gaildorfer Stadtoberhaupt bestätigt. Am 25. September 2011 wurde Eggert mit 57,75 Prozent der Stimmen für eine am 1. Dezember 2011 beginnende Amtszeit zum neuen Oberbürgermeister von Calw gewählt. Seine Amtszeit endete am 1. Dezember 2019, sein Nachfolger wurde Florian Kling.